# 535 v. Chr.
Portal Geschichte | Portal Biografien | Aktuelle Ereignisse | Jahreskalender | Tagesartikel

◄ |
7. Jahrhundert v. Chr. |
6. Jahrhundert v. Chr. |
5. Jahrhundert v. Chr. |
►

◄ | 550er v. Chr. | 540er v. Chr. | 530er v. Chr. | 520er v. Chr. |
510er v. Chr. |
►

◄◄ | ◄ | 538 v. Chr. | 537 v. Chr. | 536 v. Chr. | 535 v. Chr. |
534 v. Chr. |
533 v. Chr. |
532 v. Chr. |
► |
►►

## Ereignisse

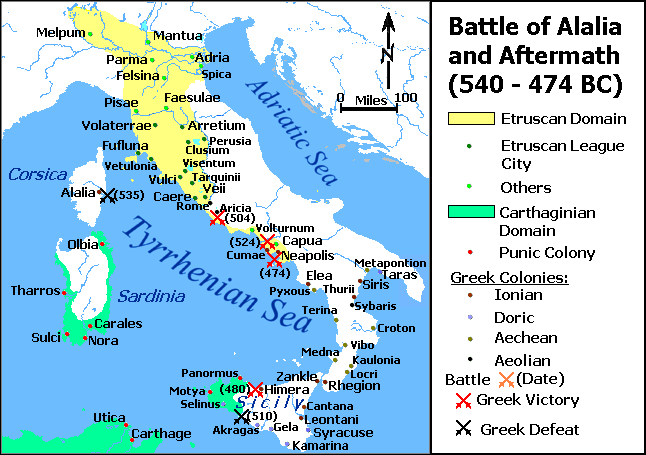
Die Schlacht von Alalia und ihre Folgen

- um 540/535 v. Chr.: Etrusker und Karthager besiegen Griechen in einer Seeschlacht bei Alalia an der Ostküste Korsikas. Die griechischen Siedler müssen ihre Kolonie aufgeben. Sie siedeln sich in Elea an.

- Die von den Griechen gegründete Stadt Arelate, das heutige Arles in Südfrankreich, wird von den Ligurern zerstört.

- 535/530 v. Chr.: Arkesilaos III. wird als Nachfolger seines Vaters Battos III. König von Kyrene.

## Geboren
- um 535 v. Chr.: Euphronios, griechischer Vasenmaler und Töpfer († nach 470 v. Chr.)

## Gestorben
- um 535 v. Chr.: Tleson-Maler, attischer Vasenmaler, möglicherweise identisch mit dem Töpfer Tleson
- 535/530 v. Chr.: Battos III., König von Kyrene